# あふれる愛を
「あふれる愛を」（原題：Can't Get Enough of Your Love, Babe）は、バリー・ホワイトが1974年に発表した楽曲。
1974年9月21日付のビルボード・Hot 100で1位を記録する（1週のみ）。ソウル・チャートでも1位を記録し、全英シングルチャートでは8位、ゴールドディスクに輝いた。
シングルとアルバム・バージョンはイントロとミックスが異なる。

## カバー・バージョン
- テイラー・デイン - 1993年のシングル。ビルボード・Hot 100で20位を記録[3]。テイラー・デイン版のタイトルは「Can't Get Enough of Your Love」で「,babe」はつかない[3]。
- アフガン・ウィッグス - 1996年の映画『ビューティフル・ガールズ』のサウンドトラック。
- ダリル・ホール&ジョン・オーツ - 2004年のアルバム『Our Kind of Soul』に収録。